# Fridrich Sándor
Fridrich Sándor (Rózsahegy, 1881. március 1. – Pécs, 1949. november 20.) pécsi gyógyszerész, a pécsi Petőfi Gyógyszertár alapítója és tulajdonosa

## Életútja
Fridrich Sándor Frigyes Lajos 1881. március 1-én született a Liptó megyei Rózsahegyen. Özvegy édesanyjával és testvéreivel Pécsett éltek, ahol az Inczédy Dénes igazgatásával működő ciszterci főgimnázium magántanulójaként 1900-ban tett érettségi vizsgát.
Gyógyszerészi oklevelét a Budapesti Tudományegyetemen szerezte 1904. június 23-án.
Pályafutását gyakornokként a pécsi Remény Gyógyszertárban (1901. szeptember 1. - 1901. november 1.), majd a mohácsi Angyal patikában (1901. november 1. - 1902. szeptember 1.) kezdte.
Egyetemi tanulmányainak befejezése után segédként került a pécsi Magyar Korona Gyógyszertárba (1904. július 1. - 1905. szeptember 20.), majd a kassai 20. számú helyőrség kórházában helyezkedett el (1905. december 1. - 1906. szeptember 30.).
Pécsre visszatérve előbb ismét a Magyar Koronában szolgált (1906. október 1. - 1913. október 31.), majd gondnoki minőségben az Arany Sas gyógyszertárba került (1913. november 1. - 1914. augusztus 3.).
1914. augusztus 4-én Volhiniába (Volinyi terület, Észak-Ukrajna) a Harctéri Egészségügyi Intézetbe vezényelték, ahol 44 hónapig harctéri szolgálatot teljesített.
1918. november 1-én tért vissza gondnoki állásába az Arany Sas patikába.
1922. január 14-én házasságot kötött Kovács Etelka Máriával (1895 - Pécs, 1928. július 9.), de felesége korán meghalt. Házasságából egy gyermeke született (Fridrich Ágnes, 1924. január 13. - 1924. január 15.), de lánya csak két napot élt.
1923-ban megnyitotta a Petőfi Gyógyszertárat.
Ismert lakcímei: Perczel Miklós utca 11. (1925–1928), Dischka Győző utca 8. (1930–1937), Rákóczi út 11. (1942–1949).
1949. november 20-án az Irgalmasok pécsi kórházában hunyt el. A pécsi köztemetőben a Fridrich család P-XVII parcellában található sírboltjában temették el.
Fridrich Sándor tagja volt a Mecsek Egyesület Állat- és Növényvédő Osztályának.

## Kitüntetései
- Vöröskereszt II. osztályú hadiékítményes tiszti jelvénye[7]
- Koronás arany érdemkereszt a vitézségi érem szalagján[7]

## Emlékezete
Baranyai Aurél pécsi gyógyszerész, tudomány- és helytörténész így vélekedett Fridrich Sándorról: